# Antonio Trivulzio (morto nel 1454)

Stemma base della famiglia Trivulzio

Antonio Trivulzio (Milano, ... – Milano, 5 giugno 1454) è stato un condottiero italiano.

## Biografia
Era figlio di Giangiacomo e di Antonia Fagnani. Illustre condottiero al servizio del duca di Milano Filippo Maria Visconti, fu impegnato in diverse imprese contro i veneziani. Nominato commissario ducale a Crema nel 1444, fu agli ordini di Francesco Sforza, signore della Marca Anconitana.
Il 14 agosto 1447, giorno seguente alla morte del duca di Milano Filippo Maria Visconti, una consorteria di nobili, rappresentati rispettivamente da Giorgio Lampugnano, Vitaliano I Borromeo e Antonio Trivulzio, approfittò del vuoto di potere per restaurare uno stato repubblicano basato sulla limitrofa e ostile Repubblica di Venezia. Tale stato venne chiamato Aurea Repubblica Ambrosiana. Il 3 settembre 1447, volendo evitare la divisione del ducato, la Repubblica chiamò i suoi cittadini alle armi e chiese aiuto a Francesco Sforza, al quale Antonio Trivulzio chiese devozione. Nel 1450 lo Sforza, divenuto duca di Milano, inserì il Trivulzio nel consiglio ducale.
Morì a Milano nel 1454. 

## Discendenza
Antonio sposò Francesca Aicardi Visconti, figlia di Domenico e di Chiara de Berris, dalla quale ebbe tre figli:
- Gian Giacomo (1440-1518) detto "il Grande", condottiero;
- Gian Fermo (?-1491), politico;
- Ranieri (?-1498) detto "Renato", condottiero e politico.